# Rigny-Ussé
Pour les articles homonymes, voir Rigny (homonymie) et Ussé.
Rigny-Ussé est une commune française du département d'Indre-et-Loire, en région Centre-Val de Loire.
Ses habitants sont appelés les Rigny-usséens et Rigny-usséennes.

## Géographie

### Localisation
La commune de Rigny-Ussé est implantée sur la rive gauche de l'Indre, une dizaine de kilomètres à l'est de sa confluence avec la Loire.
L'altitude maximale est de 114 m au lieu-dit les Brûleaux et plus précisément sur la partie haute du CR 26 en direction du champ d'oiseaux commune de Rivarennes.
Le territoire communal est arrosé par l’Indre, ainsi que la Loire sur toute sa partie nord.
| La Chapelle-sur-Loire | Saint-Patrice La Loire | Bréhémont  |
|                       | Rigny-Ussé             | Rivarennes |
| Huismes               | Saint-Benoît-la-Forêt  |            |

### Hydrographie

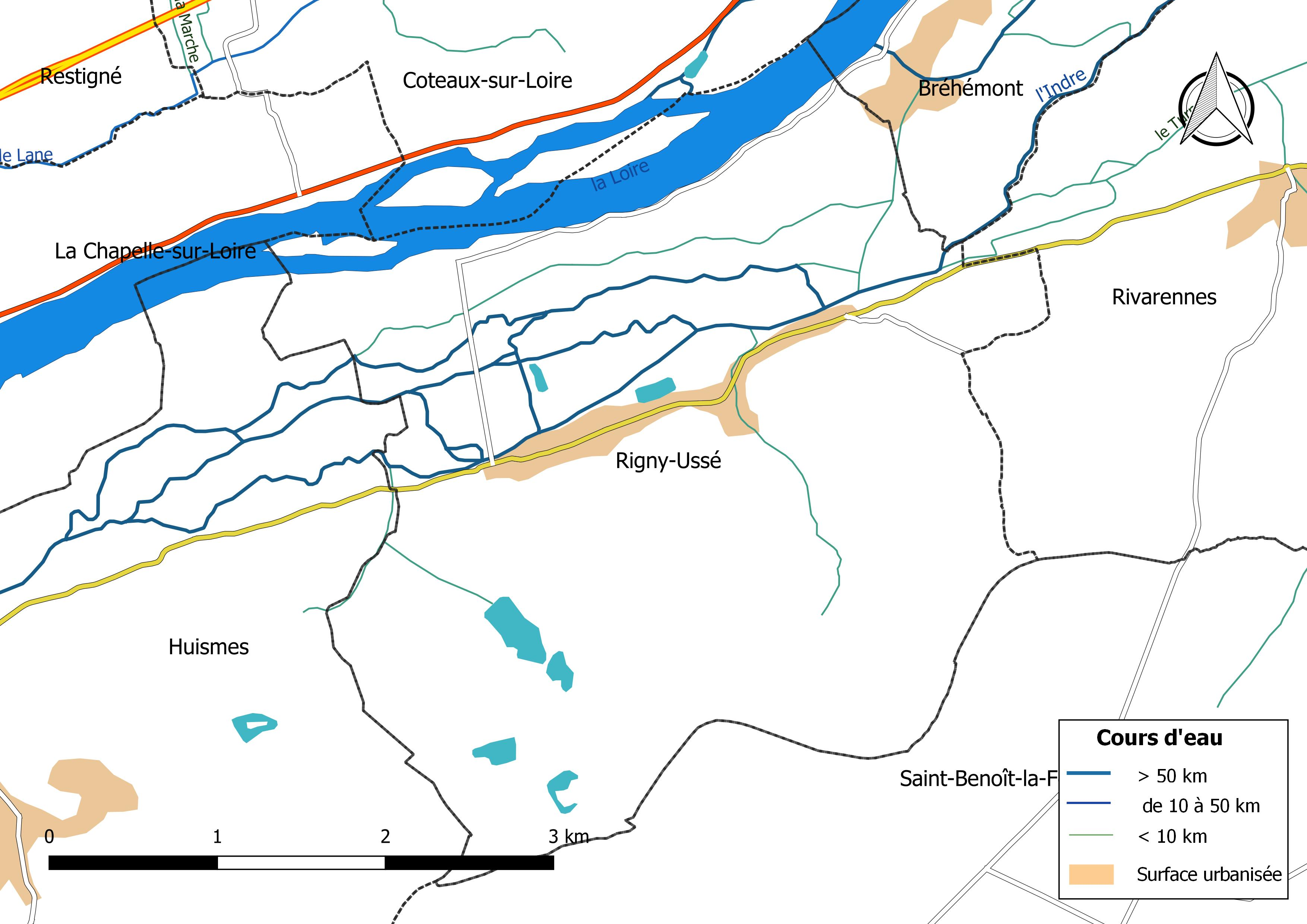
Réseau hydrographique de Rigny-Ussé.

La commune est bordée sur son flanc nord par la Loire (1,928 km) qui coule d'est en ouest et traversée par l'Indre (4,128 km) dans la partie nord de son territoire. Le réseau hydrographique communal, d'une longueur totale de 23,2 km, comprend en outre sept petits cours d'eau,.
Le cours de la Loire s’insère dans une large vallée qu’elle a façonnée peu à peu depuis des milliers d’années. Elle traverse d'est en ouest le département d'Indre-et-Loire depuis Mosnes jusqu'à Candes-Saint-Martin, avec un cours large et lent. La Loire présente des fluctuations saisonnières de débit assez marquées. Sur le plan de la prévision des crues, la commune est située dans le tronçon de la Loire tourangelle, qui court entre la sortie de Nazelles-Négron et la confluence de la Vienne, dont la station hydrométrique de référence la plus proche est située à Langeais. Le débit mensuel moyen (calculé sur 34 ans pour cette station) varie de 142 m3/s au mois d'août à 753 m3/s au mois de février. Le débit instantané maximal observé sur cette station est de 3 060 m3/s et s'est produit le 10 mai 2001, la hauteur maximale relevée a été de 4,89 m le 24 mars 1988,. La hauteur maximale historique a été atteinte le 27 septembre 1856 avec 6,80 m. Sur le plan piscicole, la Loire est classée en deuxième catégorie piscicole. Le groupe biologique dominant est constitué essentiellement de poissons blancs (cyprinidés) et de carnassiers (brochet, sandre et perche).
L'Indre, d'une longueur totale de 279,4 km, prend sa source à une altitude de 453 m sur le territoire de Saint-Priest-la-Marche dans le  département du Cher et se jette dans la Loire à Avoine, après avoir traversé 58 communes. Les crues de l'Indre sont le plus souvent de type inondation de plaine. Sur le plan de la prévision des crues, la commune est située dans le tronçon de l'Indre tourangelle, dont la station hydrométrique de référence la plus proche est située à  Monts. Le débit mensuel moyen (calculé sur 14 ans pour cette station) varie de 4,51 m3/s au mois de septembre à 34 m3/s au mois de février. Le débit instantané maximal observé sur cette station est de 236 m3/s le 2 juin 2016, la hauteur maximale relevée a été de 5,56 m ce même jour,. Ce cours d'eau est classé dans les listes 1 et 2 au titre de l'article L. 214-17 du code de l'environnement sur le Bassin Loire-Bretagne. Au titre de la liste 1, aucune autorisation ou concession ne peut être accordée pour la construction de nouveaux ouvrages s'ils constituent un obstacle à la continuité écologique et le renouvellement de la concession ou de l'autorisation des ouvrages existants est subordonné à des prescriptions permettant de maintenir le très bon état écologique des eaux. Au titre de la liste 2, tout ouvrage doit être géré, entretenu et équipé selon des règles définies par l'autorité administrative, en concertation avec le propriétaire ou, à défaut, l'exploitant,.
Sur le plan piscicole, l'Indre est également classée en deuxième catégorie piscicole.
Quatre zones humides ont été répertoriées sur la commune par la direction départementale des territoires (DDT) et le Conseil départemental d'Indre-et-Loire : « la vallée de l'Indre : du Pont du Vivier à la Loire », « Les étangs d'Ussé », « la vallée de la Loire de Mosnes à Candes-Saint-Martin » et « l'étang des Landes de Rigny-Ussé »,.

### Climat
Pour des articles plus généraux, voir Climat du Centre-Val de Loire et Climat d'Indre-et-Loire.
En 2010, le climat de la commune est de type climat océanique altéré, selon une étude du CNRS s'appuyant sur une série de données couvrant la période 1971-2000. En 2020, Météo-France publie une typologie des climats de la France métropolitaine dans laquelle la commune est toujours exposée à un climat océanique altéré et est dans la région climatique Moyenne vallée de la Loire, caractérisée par une bonne insolation (1 850 h/an) et un été peu pluvieux.
Pour la période 1971-2000, la température annuelle moyenne est de 12,3 °C, avec une amplitude thermique annuelle de 14,8 °C. Le cumul annuel moyen de précipitations est de 666 mm, avec 10,1 jours de précipitations en janvier et 6,8 jours en juillet. Pour la période 1991-2020, la température moyenne annuelle observée sur la station météorologique de Météo-France la plus proche, « Chinon - Viti », sur la commune de Chinon à 10 km à vol d'oiseau, est de 12,8 °C et le cumul annuel moyen de précipitations est de 671,9 mm,. Pour l'avenir, les paramètres climatiques de la commune estimés pour 2050 selon différents scénarios d'émission de gaz à effet de serre sont consultables sur un site dédié publié par Météo-France en novembre 2022.

## Urbanisme

### Typologie
Au 1er janvier 2024, Rigny-Ussé est catégorisée commune rurale à habitat dispersé, selon la nouvelle grille communale de densité à sept niveaux définie par l'Insee en 2022.
Elle est située hors unité urbaine. Par ailleurs la commune fait partie de l'aire d'attraction de Tours, dont elle est une commune de la couronne,. Cette aire, qui regroupe 162 communes, est catégorisée dans les aires de 200 000 à moins de 700 000 habitants,.

### Occupation des sols
L'occupation des sols de la commune, telle qu'elle ressort de la base de données européenne d’occupation biophysique des sols Corine Land Cover (CLC), est marquée par l'importance des forêts et milieux semi-naturels (52,3 % en 2018), une proportion sensiblement équivalente à celle de 1990 (52,2 %). La répartition détaillée en 2018 est la suivante :
forêts (52,2 %), terres arables (25,1 %), zones agricoles hétérogènes (10,6 %), eaux continentales (5,3 %), prairies (3,4 %), zones urbanisées (3,1 %), cultures permanentes (0,3 %), milieux à végétation arbustive et/ou herbacée (0,1 %). L'évolution de l’occupation des sols de la commune et de ses infrastructures peut être observée sur les différentes représentations cartographiques du territoire : la carte de Cassini (XVIIIe siècle), la carte d'état-major (1820-1866) et les cartes ou photos aériennes de l'IGN pour la période actuelle (1950 à aujourd'hui).

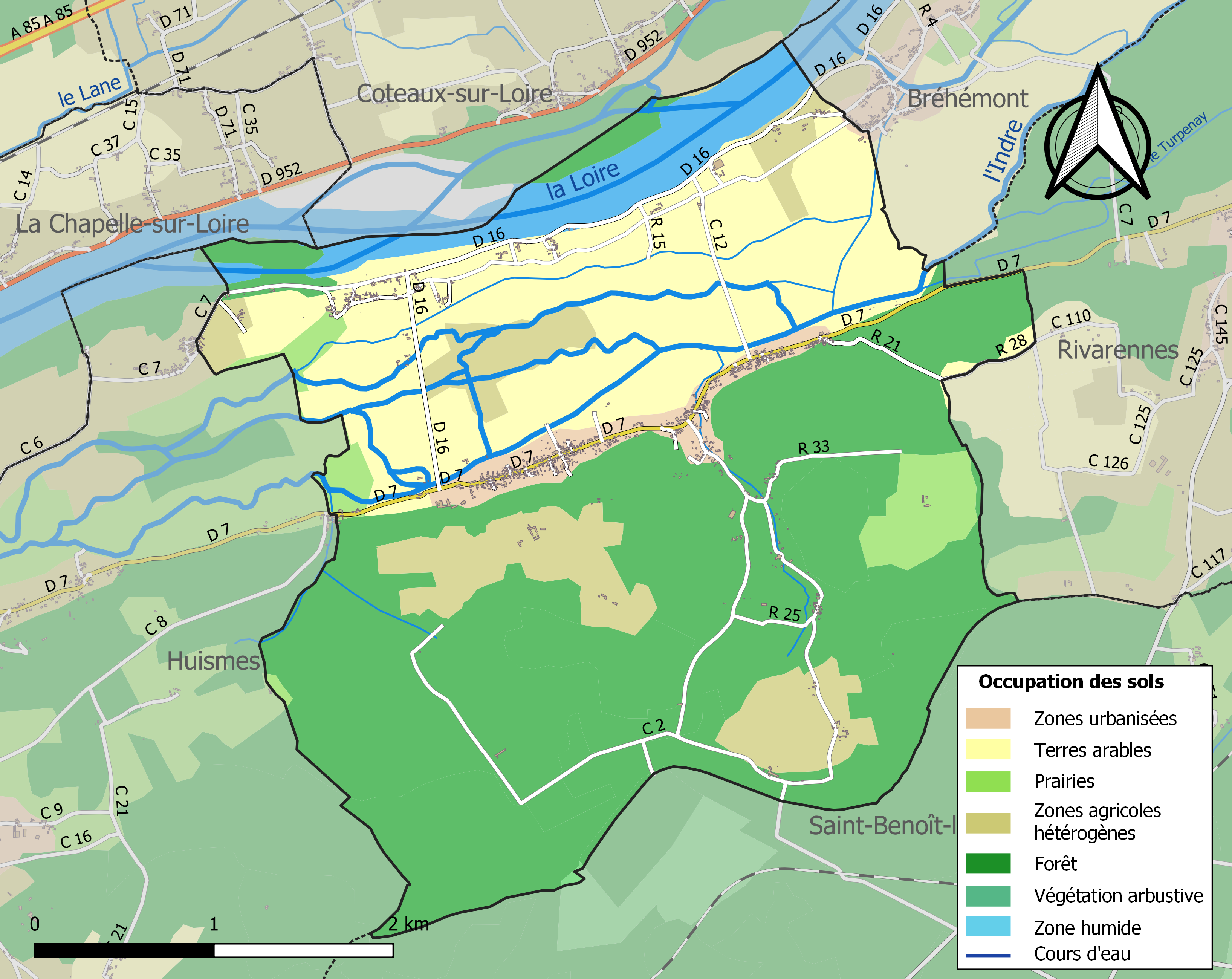
Carte des infrastructures et de l'occupation des sols de la commune en 2018 (CLC).

### Risques majeurs
Le territoire de la commune de Rigny-Ussé est vulnérable à différents aléas naturels : météorologiques (tempête, orage, neige, grand froid, canicule ou sécheresse), inondations, mouvements de terrains et séisme (sismicité faible). Il est également exposé à deux risques technologiques, la rupture d'un barrage et le risque nucléaire. Un site publié par le BRGM permet d'évaluer simplement et rapidement les risques d'un bien localisé soit par son adresse soit par le numéro de sa parcelle.

#### Risques naturels
Certaines parties du territoire communal sont susceptibles d’être affectées par le risque d’inondation par débordement de cours d'eau, notamment la Loire et l'Indre. La commune fait partie du territoire à risques importants d'inondation (TRI) d'Angers-Authion-Saumur, un des 21 TRI qui ont été arrêtés fin 2012 sur le bassin Loire-Bretagne et portés à 22 lors de l'actualisation de 2018. Des cartes des surfaces inondables ont été établies pour trois scénarios : fréquent (crue de temps de retour de 10 ans à 30 ans), moyen (temps de retour de 100 ans à 300 ans) et extrême (temps de retour de l'ordre de 1 000 ans, qui met en défaut tout système de protection),. La commune a été reconnue en état de catastrophe naturelle au titre des dommages causés par les inondations et coulées de boue survenues en 1982, 1999 et 2016,.

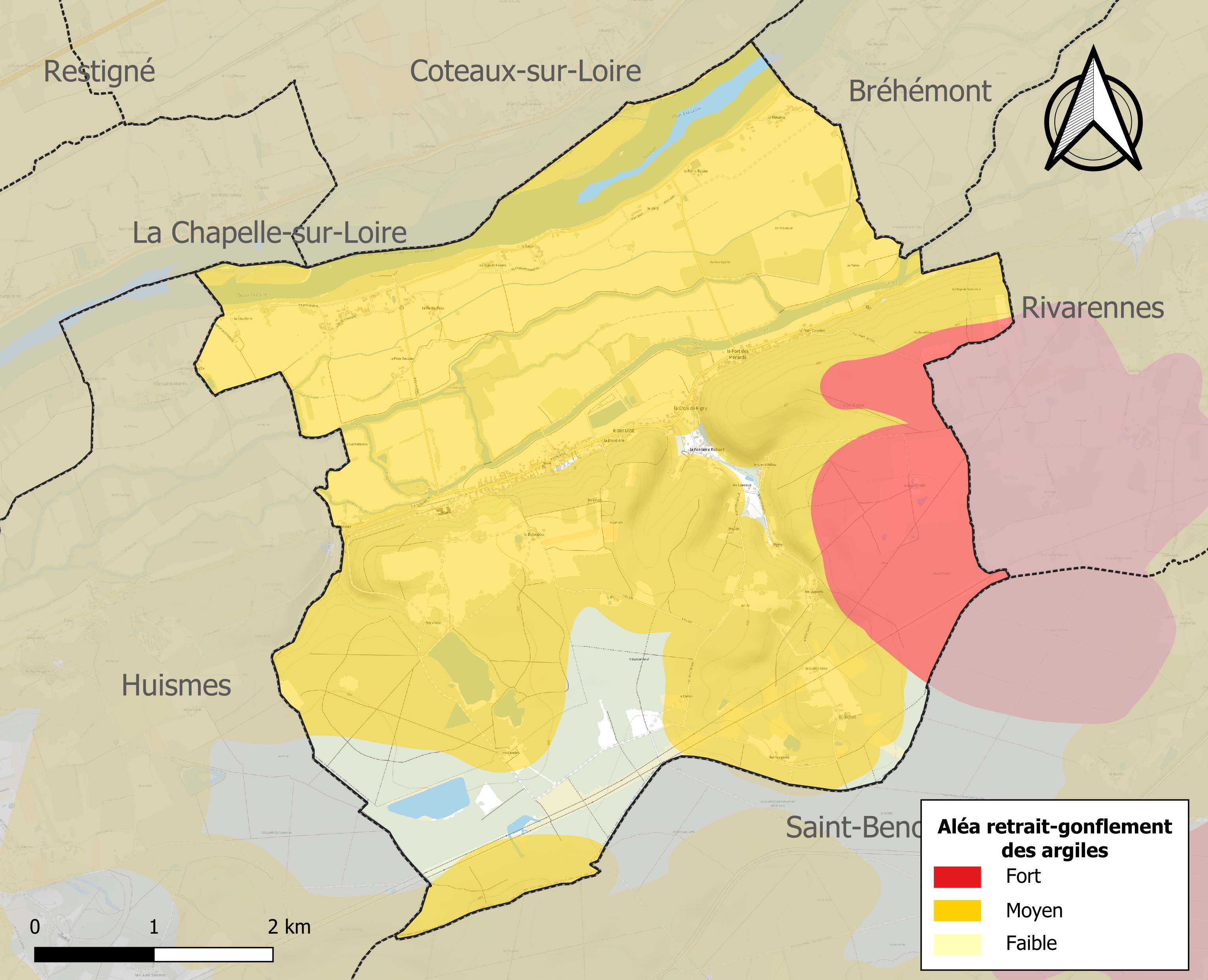
Carte des zones d'aléa retrait-gonflement des sols argileux de Rigny-Ussé.

La commune est vulnérable au risque de mouvements de terrains constitué principalement du retrait-gonflement des sols argileux. Cet aléa est susceptible d'engendrer des dommages importants aux bâtiments en cas d’alternance de périodes de sécheresse et de pluie. 89,1 % de la superficie communale est en aléa moyen ou fort (90,2 % au niveau départemental et 48,5 % au niveau national). Sur les 349 bâtiments dénombrés sur la commune en 2019, 329 sont en aléa moyen ou fort, soit 94 %, à comparer aux 91 % au niveau départemental et 54 % au niveau national. Une cartographie de l'exposition du territoire national au retrait gonflement des sols argileux est disponible sur le site du BRGM,.
Concernant les mouvements de terrains, la commune a été reconnue en état de catastrophe naturelle au titre des dommages causés par des mouvements de terrain en 1999 et 2001.

#### Risques technologiques
Une partie du territoire de la commune est en outre située en aval d'une digue. À ce titre elle est susceptible d’être touchée par l’onde de submersion consécutive à la rupture de cet ouvrage.
En cas d’accident grave, certaines installations nucléaires sont susceptibles de rejeter dans l’atmosphère de l’iode radioactif. La commune étant située dans le périmètre immédiat de 5 km autour de la centrale nucléaire d'Avoine, elle est exposée au risque nucléaire. À ce titre les habitants de la commune ont bénéficié, à titre préventif, d'une distribution de comprimés d’iode stable dont l’ingestion avant rejet radioactif permet de pallier les effets sur la thyroïde d’une exposition à de l’iode radioactif. En cas d'incident ou d'accident nucléaire, des consignes de confinement ou d'évacuation peuvent être données et les habitants peuvent être amenés à ingérer, sur ordre du préfet, les comprimés en leur possession.

## Histoire
- Rigny
- Ussé

## Politique et administration

### Liste des maires
De 1789 à 1799, en vertu de la loi du 14 décembre 1789, les agents municipaux (maires) sont élus au suffrage direct pour 2 ans et rééligibles, par les citoyens actifs de la commune âgés d'au moins 25 ans, contribuables payant une contribution au moins égale à 3e journées de travail dans la commune. Sont éligibles ceux qui paient un impôt équivalent au moins à dix journées de travail.
De 1799 à 1848, La constitution du 22 frimaire an VIII (13 décembre 1799) revient sur l’élection du maire, les maires sont nommés par le préfet pour les communes de moins de 5 000 habitants. La Restauration instaure la nomination des maires et des conseillers municipaux. Après les lois organiques 1831, les maires sont nommés (par le roi pour les communes de plus de 3 000 habitants, par le préfet pour les plus petites), mais les conseillers municipaux sont élus au suffrage censitaire pour six ans.
Du 3 juillet 1848 à 1851, les maires sont élus par le conseil municipal pour les communes de moins de 6 000 habitants.
De 1851 à 1871, les maires sont nommés par le préfet, pour les communes de moins de 3 000 habitants et pour cinq ans à partir de 1855. Après 1871, les maires sont de nouveau élus, sauf dans les chefs-lieux (de départements, d'arrondissements ou de cantons).
Ce n'est que le 28 mars 1882, qu'une loi sur l’organisation municipale (encore en vigueur) est votée, et qui régit le principe de l'élection du maire et des adjoints par le conseil municipal, quelle que soit l'importance de la commune (sauf pour Paris). La loi du 5 avril 1884 fixe le mandat à quatre ans, durée portée le 10 avril 1929 à six ans.
La commune ayant moins de 3 500 habitants l'élection des conseillers municipaux est au scrutin majoritaire plurinominal à deux tours, avec panachage :
- au premier tour, des candidats sont élus s'ils ont obtenu la majorité absolue et le vote d'au moins le quart des électeurs inscrits ;
- au second tour, la majorité relative suffit. Les listes ne sont pas obligatoires. Les suffrages sont comptabilisés individuellement, et le panachage est autorisé.

| Période                                  | Période                            | Identité                  | Étiquette | Qualité                 |
| ---------------------------------------- | ---------------------------------- | ------------------------- | --------- | ----------------------- |
| 1790                                     | An II (1793-1794)                  | Pierre Gilles Lemesle     | -         | Salpétrier              |
| 9 frimaire an III (29 novembre 1794)     | 20 thermidor an VIII (8 août 1800) | André Papin               | -         | Agriculteur             |
| 20 thermidor an VIII (8 août 1800)       | 16 prairial an XII (5 juin 1804)   | François Benoit Gallet    | -         | Meunier                 |
| 16 prairial an XII (5 juin 1804)         | 15 mai 1815                        | Antoine Georget           | -         | Régisseur               |
| 15 mai 1815                              | 25 septembre 1815                  | René Lemesle              | -         | Salpétrier              |
| 25 septembre 1815                        | 27 octobre 1827                    | Antoine Georget           | -         | Régisseur               |
| 24 août 1828                             | 24 septembre 1830                  | Joseph Nicolas Louet      | -         | Régisseur               |
| 24 septembre 1830                        | juin 1846                          | Luc Carré                 | -         | Agriculteur             |
| août 1846                                | juin 1848                          | Hilaire Lejanvre          | -         | Tonnelier               |
| juin 1848                                | mai 1884                           | François Hilaire Lejanvre | -         | Tonnelier               |
| mai 1884                                 | septembre 1889                     | Claude Lemesle Brûlon     | -         | Agriculteur             |
| novembre 1889                            | 17 mai 1896                        | Claude Severin Taffonneau | -         | Agriculteur             |
| 17 mai 1896                              | 15 mai 1904                        | Jacques Lemesle Derouet   | -         | Agriculteur             |
| 15 mai 1904                              | 27 juin 1917                       | Florent Prestrau Lemesle  | -         | Agriculteur             |
| 8 juillet 1917                           | 10 décembre 1919                   | Armand Rolland            | -         | Agriculteur             |
| 10 décembre 1919                         | 28 novembre 1927                   | Armand Rolland            | -         | Agriculteur             |
| 28 novembre 1927                         | 20 mai 1945                        | Jacques Lemesle           | -         | Agriculteur             |
| 20 mai 1945                              | 30 mars 1970                       | Louis de Blacas           | -         | Propriétaire du château |
| 10 mai 1970                              | 26 mars 1979                       | Raymond Richard           | -         | Retraité de l'armée     |
| 26 mars 1979                             | 19 mars 1989                       | Jean Séjeau               | -         | Chef d'entreprise       |
| 19 mars 1989                             | 18 mars 2001                       | Claude Malyquevique       | -         | Retraité EDF            |
| 18 mars 2001                             | 19 mars 2008                       | Gisèle Bouchet            | -         | Retraité PTT            |
| 19 mars 2008                             | 3 juillet 2020                     | Colette Azé               |           | Retraitée du privé      |
| 3 juillet 2020                           | En cours                           | Jean-Jacques Gazave       |           | Retraité du privé       |
| Les données manquantes sont à compléter. |                                    |                           |           |                         |

### Tendances politiques
| Scrutin             | Scrutin             | 1er tour | 1er tour | 1er tour | 1er tour | 1er tour | 1er tour | 1er tour | 1er tour | 1er tour | 1er tour | 1er tour | 1er tour | 2d tour | 2d tour  | 2d tour | 2d tour | 2d tour | 2d tour |
| Scrutin             | Scrutin             | 1er      | 1er      | %        | 2e       | 2e       | %        | 3e       | 3e       | %        | 4e       | 4e       | %        | 1er     | 1er      | %       | 2e      | 2e      | %       |
| ------------------- | ------------------- | -------- | -------- | -------- | -------- | -------- | -------- | -------- | -------- | -------- | -------- | -------- | -------- | ------- | -------- | ------- | ------- | ------- | ------- |
| Présidentielle 2017 | Présidentielle 2017 |          | LFI      | 25,82    |          | LR       | 22,88    |          | FN       | 20,26    |          | EM       | 14,05    |         | EM       | 62,77   |         | FN      | 37,23   |
| Présidentielle 2022 | Présidentielle 2022 |          | RN       | 23,81    |          | LREM     | 24,83    |          | LFI      | 21,43    |          | LR       | 7,48     |         | LREM     | 54,86   |         | RN      | 45,14   |
| Législatives 2022   | 4e                  |          | PS-Nupes | 39,05    |          | RN       | 22,86    |          | RE-Ens   | 21,43    |          | LR       | 8,57     |         | PS-Nupes | 65,17   |         | RE-Ens  | 34,83   |
| Législatives 2024   | 4e                  |          | RN       | 34,32    |          | PS-NFP   | 30,26    |          | RE-Ens   | 28,78    |          | LR       | 5,54     |         | PS-NFP   | 57,36   |         | RN      | 42,64   |

## Population et société

### Démographie
L'évolution du nombre d'habitants est connue à travers les recensements de la population effectués dans la commune depuis 1793. Pour les communes de moins de 10 000 habitants, une enquête de recensement portant sur toute la population est réalisée tous les cinq ans, les populations de référence des années intermédiaires étant quant à elles estimées par interpolation ou extrapolation. Pour la commune, le premier recensement exhaustif entrant dans le cadre du nouveau dispositif a été réalisé en 2004.

En 2022, la commune comptait 526 habitants, en évolution de +7,35 % par rapport à 2016 (Indre-et-Loire : +1,67 %, France hors Mayotte : +2,11 %).
| 1793 | 1800 | 1806  | 1821  | 1831  | 1836  | 1841  | 1846  | 1851  |
| ---- | ---- | ----- | ----- | ----- | ----- | ----- | ----- | ----- |
| 840  | 974  | 1 019 | 1 093 | 1 235 | 1 212 | 1 227 | 1 207 | 1 235 |

| 1856  | 1861  | 1866  | 1872  | 1876  | 1881  | 1886  | 1891  | 1896 |
| ----- | ----- | ----- | ----- | ----- | ----- | ----- | ----- | ---- |
| 1 244 | 1 219 | 1 240 | 1 209 | 1 209 | 1 158 | 1 079 | 1 053 | 935  |

| 1901 | 1906 | 1911 | 1921 | 1926 | 1931 | 1936 | 1946 | 1954 |
| ---- | ---- | ---- | ---- | ---- | ---- | ---- | ---- | ---- |
| 850  | 864  | 825  | 640  | 642  | 625  | 593  | 654  | 588  |

| 1962 | 1968 | 1975 | 1982 | 1990 | 1999 | 2004 | 2006 | 2009 |
| ---- | ---- | ---- | ---- | ---- | ---- | ---- | ---- | ---- |
| 646  | 580  | 533  | 511  | 509  | 506  | 505  | 499  | 527  |

| 2014 | 2019 | 2022 | - | - | - | - | - | - |
| ---- | ---- | ---- | - | - | - | - | - | - |
| 497  | 511  | 526  | - | - | - | - | - | - |

### Enseignement
Rigny-Ussé se situe dans l'Académie d'Orléans-Tours (Zone B) et dans la circonscription de Chinon.
L'école élémentaire accueille les élèves de la commune.

## Lieux et monuments
- Château d'Ussé, classé monument historique[44].
- Église Notre-Dame de Rigny, XIe et XIIe siècles, classée monument historique[45],[46],[47].

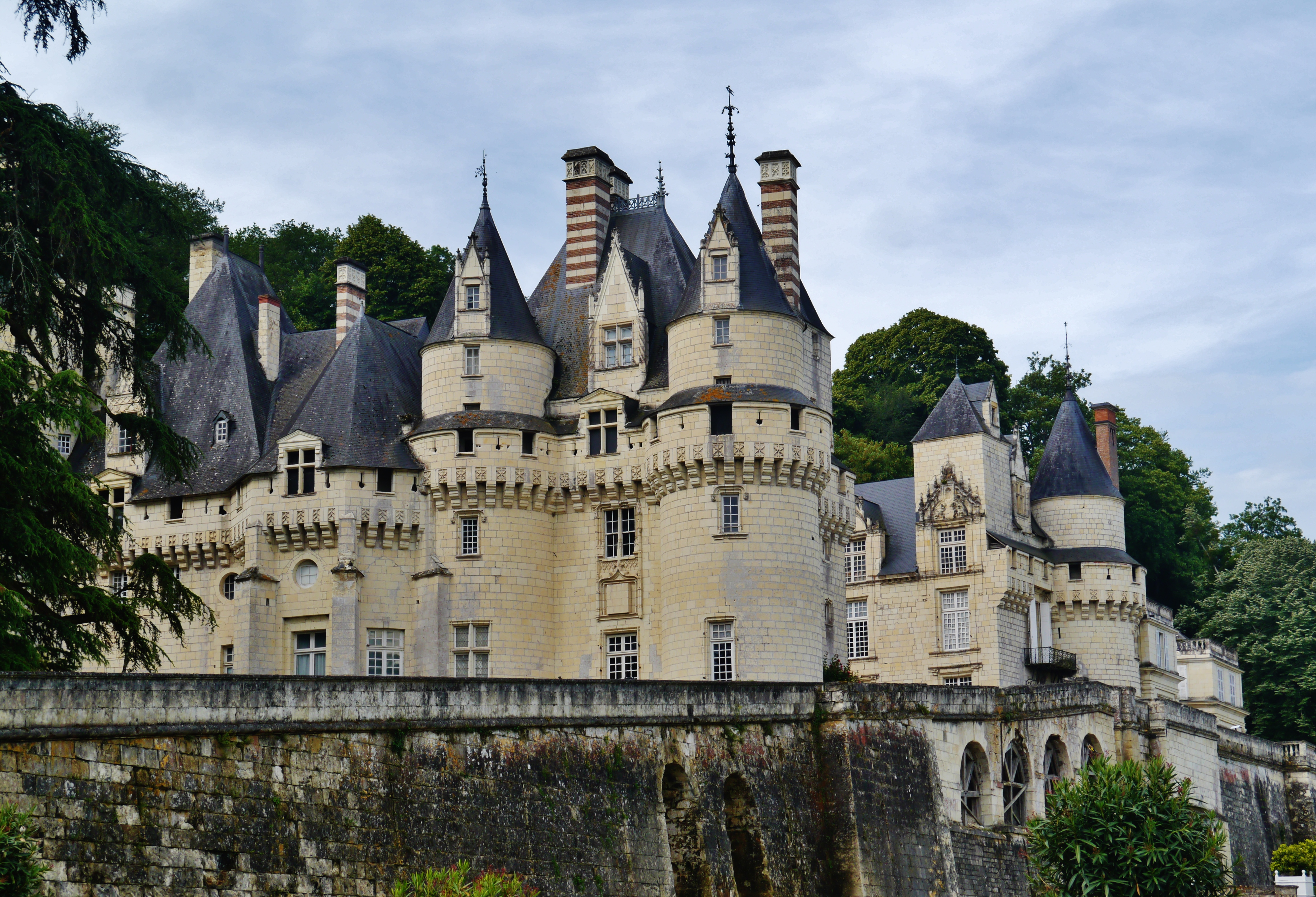
Château d'Ussé.
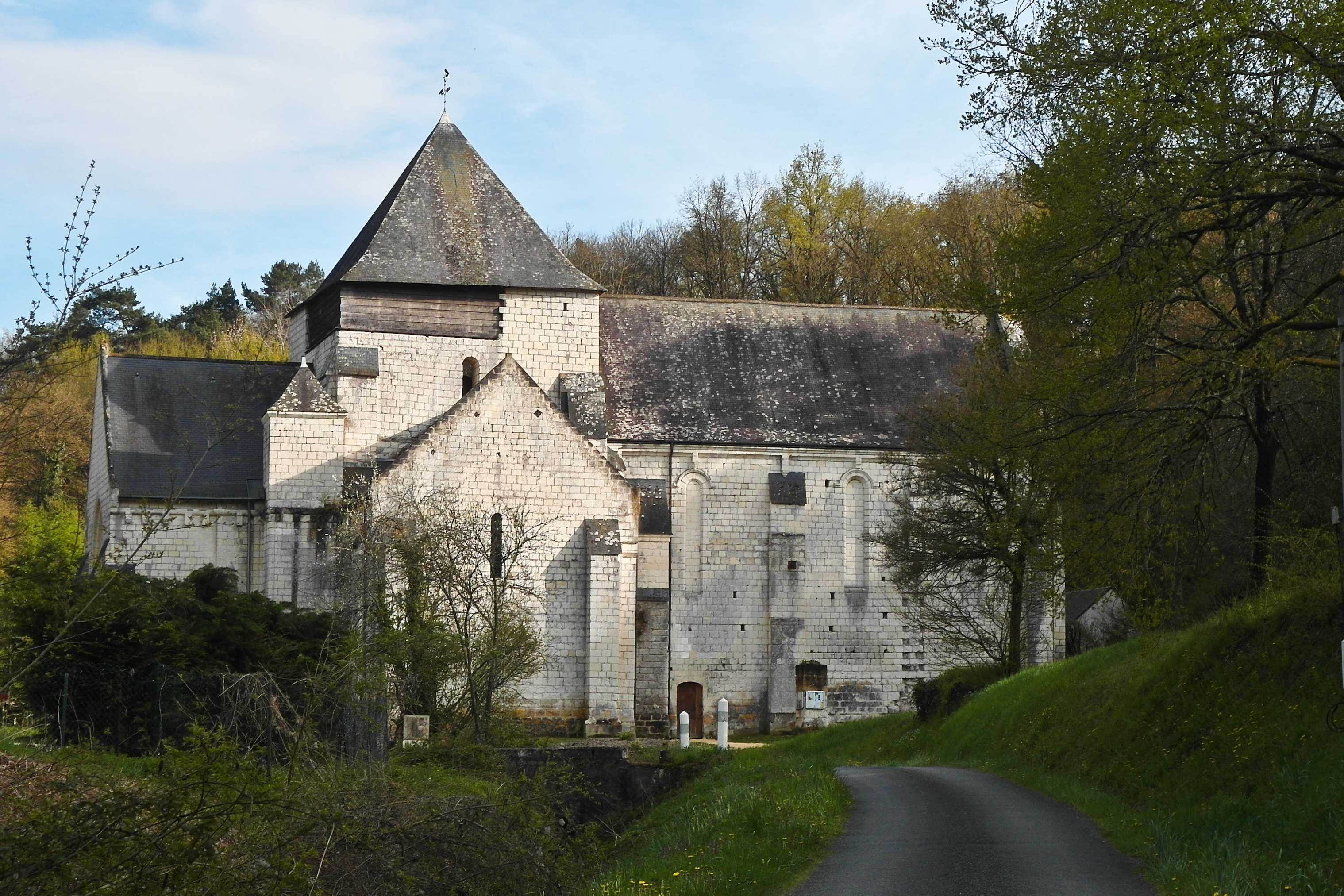
Église Notre-Dame.

## Cultes

### Les curés de Rigny-Ussé
| Prénoms | Noms      | de   | à    |
| ------- | --------- | ---- | ---- |
| Léon    | Ruzet     | 1853 | 1870 |
| Henri   | Flabert   | 1870 | 1896 |
| Joseph  | Moriet    | 1896 | 1905 |
| Armand  | Bernier   | 1905 | 1934 |
| Eugène  | Guérin    | 1934 | 1950 |
| Alexis  | Guichon   | 1950 | 1952 |
| Paul    | Potier    | 1952 | 1957 |
| Albert  | Saint Pol | 1957 | 1965 |
| Robert  | Gigout    | 1965 | 1970 |
| Pierre  | Perreau   | 1970 | 1972 |
| Joseph  | Cantet    | 1972 | 19?? |